# Witbandwinterkoning
De witbandwinterkoning (Microcerculus bambla) is een zangvogel uit de familie Troglodytidae (winterkoningen), die wijdverbreid is in Colombia, Venezuela, Guyana, Suriname, Frans-Guyana, Brazilië, Ecuador en Peru. De populatie is door de IUCN geclassificeerd als niet bedreigd.

## Verspreiding en leefgebied
Deze soort telt 3 ondersoorten:

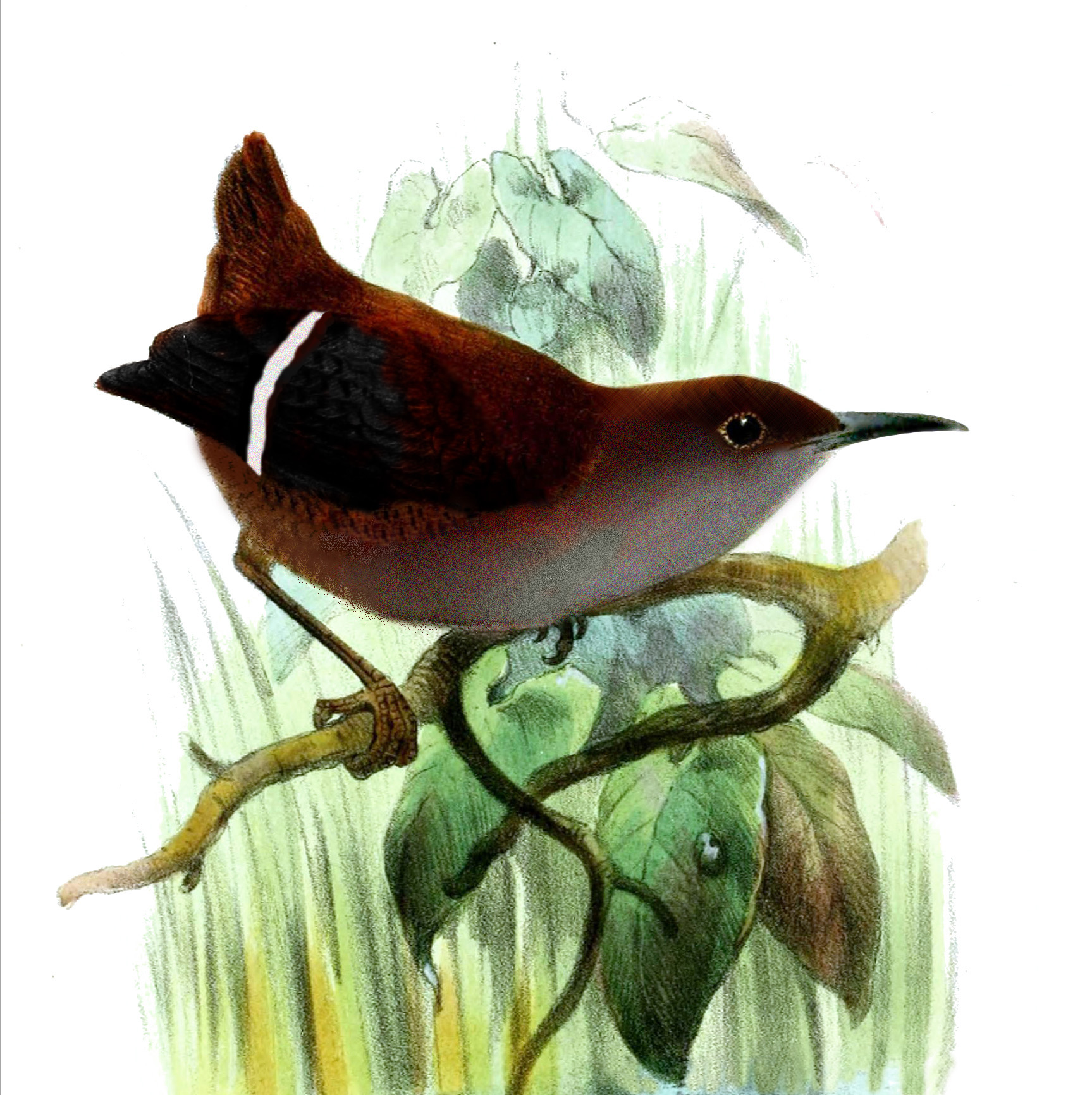

- M. b. albigularis: oostelijk Ecuador, oostelijk Peru en noordwestelijk Brazilië.
- M. b. caurensis: oostelijk Colombia en zuidelijk Venezuela.
- M. b. bambla: oostelijk Venezuela, de Guyana's en noordelijk Brazilië.